# Mieko Ishikawa
Pour les articles homonymes, voir Ishikawa.
Mieko Ishikawa (石川三恵子, né le 23 janvier 1964) est une compositrice ayant contribué à de nombreuses musiques de jeux vidéo pour la firme Nihon Falcom Corporation.
Elle rejoint Falcom en 1987 et commence à composer des musiques pour les jeux Sorcerian et Ys, notamment au côté de Yuzo Koshiro. Bien qu'elle en soit un des membres fondateurs, elle quitte la célèbre Sound Team JDK après la sortie de Sorcerian Forever en 1997. Elle reviendra rapidement dans le sound staff de Gurumin PSP, mais elle maintient des positions sans rapport avec la musique chez Nihon Falcom, dont elle est maintenant un des directeurs.
Elle est relativement inconnue du grand public, bien qu'elle soit un des éléments clef du style et du succès de la Falcom Sound Team JDK.

## Musique de jeux
- Ys I: Ancient Ys Vanished
- Ys II: Ancient Ys Vanished - The Final Chapter
- Ys III: Wanderers from Ys
- Dinosaur
- Brandish (I, II, III, VT)
- The Legend of Xanadu (I, II)
- Legacy of the Wizard
- Dragon Slayer: The Legend of Heroes
- Dragon Slayer: The Legend of Heroes II
- The Legend of Heroes III: Prophecy of the Moonlight Witch
- The Legend of Heroes IV: A Tear of Vermillion
- Popful Mail
- Faxanadu (version MSX)
- Sorcerian
- Star Trader
- Gurumin: A Monstrous Adventure (version PlayStation Portable)
- The Legend of Heroes VI: Sora no Kiseki